# Леблан, Никола
Никола Леблан (фр. Nicolas Leblanc; 6 декабря 1742, Ивуа-ле-Пре — 16 января 1806, Сен-Дени) — французский химик-технолог, открывший способ получения кальцинированной соды из соли, использовавшийся больше ста лет.

## Ранние годы
Леблан родился в Ивуа-ле-Пре, Королевство Франция. Его отец, мелкий служащий на металлургическом заводе, умер в 1751 году. Мальчика отправили в Бурж к близкому другу семьи, доктору Бьену. Под влиянием опекуна у Леблана появился интерес к медицине. Когда Бьен умер в 1759 году, Леблан поступил в École de Chirurgie (хирургический колледж) в Париже, чтобы изучать медицину.
Получив высшее образование и степень магистра по хирургии, Леблан открыл медицинскую практику. В 1775 он женился, четыре года спустя в семье родился первый ребёнок. Денег, получаемых от медицинской практики, не хватало, и Леблан в 1780 принял предложение стать домашним врачом при дворе Луи Филиппа II, герцога Орлеанского.

## Процесс Леблана
В 1775 году Французская академия наук объявила конкурс (с премией) на лучший процесс получения кальцинированной соды из соли. Французская академия хотела содействовать производству столь необходимого карбоната натрия из его хлорида.
К 1791 году Никола Леблан придумал способ производства карбоната натрия из соли посредством двухступенчатого процесса. На первом этапе хлорид натрия смешивают с концентрированной серной кислотой при температуре 800—900 °С; при этом выделяется соляная кислота и твёрдый сульфат натрия. На втором этапе сульфат натрия измельчается, смешивается с углем и известняком и снова нагревается в печи.
Премия была присуждена Никола Леблану, в его процессе в качестве сырья использовались морская соль и серная кислота. Позже он построил завод, который производил 320 тонн кальцинированной соды в год. Однако, в настоящее время процесс устарел и заменён чрезвычайно выгодным и удобным аммиачно-содовым процессом.

## Последние годы
В 1794 году завод был конфискован французским революционным правительством, которое отказалось заплатить ему денежный приз, который он заработал.
В 1802 году Наполеон возвратил завод ему, но к тому времени Леблан не мог позволить себе управлять им.
Он покончил с собой выстрелом в голову в 1806 году.